# احمدوو (شهرستان بلاگووارسکی، باشقیرستان)
احمدوو (انگلیسی: Akhmetovo, Blagovarsky District, Republic of Bashkortostan) یک شهرک در شهرستان بلاگووارسکی باشقیرستان کشور روسیه است.